# Língua thompson
A língua Thompson ou Nlaka'pamuctsin também chamada Nlaka'pamux ('Nthlakampx'), é uma língua Salishan falada no Fraser Canyon, ao longo do rio Thompson, Nicola Valley, na província da Colúmbia Britânica, Canadá e também (historicamente) na região North Cascades dos condados de Whatcom e Chelan do estado de Washington nos Estados Unidos. Um dialeto distintivo do Vale Nicola é chamado Scw'exmx, que é o nome do subgrupo indígena dos Nlaka'pamux que vive lá.

## Fonologia
Nlaka'pamuctsin é uma língua fortemente consonantal - linguagem pesada. As consoantes podem ser divididas em dois subgrupos: obstruentes, as que restringem o fluxo de ar, e sonoras, as que não o fazem. Os sonorantes são frequentemente silábicas, as que podem formar sílabas por si próprios sem vogais.

### Consoantes
|             |                               | Labial | Dental | Lateral | Post-dental | Alveolo-palatal | (Pre)-Velar | Labializada arredondada (Pre-)Velar | Post-velar | Pós-velar arredondada | Laringeal |
| ----------- | ----------------------------- | ------ | ------ | ------- | ----------- | --------------- | ----------- | ----------------------------------- | ---------- | --------------------- | --------- |
| Obstruentes | Oclusiva, Glotalizada Ejetiva | pʼ     | (tʼ)   | tɬʼ     | tsʼ         | tsʼ             | kʼ          | kʼw                                 | qʼ         | qʼw                   | ʔ         |
| Obstruentes | Consoante oclusiva, Plana     | p      | t      | ɬ       | tʃ          | ts              | k           | kw                                  | q          | qw                    | ʔ         |
| Obstruentes | Fricativa                     |        |        | ɬ       | ʃ           | s               | x           | xw                                  | χ          | χw                    | h         |
| Ressonante  | Plana                         | m      | n      | l       | z           | j               | ɣ           | w                                   | ʕ          | ʕw                    |           |
| Ressonante  | Laringealizada                | mʼ     | nʼ     | lʼ      | zʼ          | jʼ              | ɣʼ          | wʼ                                  | ʕʼ         | ʕʼw                   |           |

### Vogais
|         | Anterior | Anterior | Central  | Central | Posterior |
| normal  | Retraída | normal   | Retraída |         | Posterior |
| ------- | -------- | -------- | -------- | ------- | --------- |
| Fechada | i ~ i̠    | i ~ i̠    |          |         | u         |
| Medial  | e        |          | ə ~ ə̠    | ə ~ ə̠   | o         |
| Aberta  |          |          | a        |         |           |

A tonicidade é marcada pelo acento aguda; á.

## Amostra de texto
Grafia Americanista
Wʔéx ekʷu néʔ ƛ̓iʔsqáyxʷ, ƛ̓uʔ ʔe sxʷúy̓s xʷǝsxʷesít u ł xéʔłtmíxʷ. Tǝtéʔ k e stéʔs, tém ekʷu téʔ k e stéʔs e séytknmx. Tǝtéʔ k syix̣mstés k stéʔ. Tǝtéʔe k syix̣mstés k stéʔ téʔe tǝk c̓íy us xʷuy̓ scutǝ́ns. ƛ̓uʔ ʔe suʔéxs ƛ̓iʔsqáyxʷ ƛ̓uʔ ʔe scutés ł sc̓ǝqʔéwłc e sxʷuy̓s nes u ł e máʕxetn. Wʔéx ekʷu ƛ̓iʔsqáyxʷ ƛ̓uʔ ʔe sxʷáwkʷs k sx̣ǝkpstés tǝk c̓iy us xéʔe u cíʔe k scutǝ́ns. ʔE xéʔe ƛ̓uʔ ʔe scúts “Xʷuy̓ xéʔe x̣ǝkpsténe he c̓kén̓m us u cíʔe he scutǝ́ns, u cíʔe tǝk tmíxʷ k séytknmx.”
Grafia Bouchard
W7áx akwu ná7 tl’i7sḵáyxw, tl’u7 7a sxwúy̓s xwesxwasít u lh xá7lhtmíxw. Tetá7 k a stá7s, tám akwu tá7 k a stá7s a sáytknmx. Tetá7 k syix̱mstás k stá7. Tetá7a k syix̱mstás k stá7 tá7a tek ts’íy us xwuy̓ stsuténs. Tl’u7 7a su7áxs tl’i7sḵáyxw tl’u7 7a stsutás lh sts’eḵ7áwlhts a sxwuy̓s nas u lh a mág̱xatn. W7áx akwu tl’i7sḵáyxw tl’u7 7a sxwáwkws k sx̱ekpstás tek ts’iy us xá7a u tsí7a k stsuténs. 7a xá7a tl’u7 7a stsúts “Xwuy̓ xá7a x̱ekpstána ha ts’kán̓m us u tsí7a ha stsuténs, u tsí7a tek tmíxw k sáytknmx.”